# Regina Krajnow
Regina Krajnow, po mężu Synoradzka (ur. 9 czerwca 1950 w Gryficach) – polska skoczkini do wody, działaczka sportowa, sędzia, olimpijka z Monachium 1972.
Podczas kariery sportowej reprezentowała stołeczne kluby: MKS Pałac Młodzieży w latach 1963–1967 oraz AZS w latach 1968–1975. Mistrzyni Polski w skokach z trampoliny w latach 1970, 1972-1973 oraz w skokach z wieży w roku 1970.
Na igrzyskach w roku 1972 w Monachium zajęła 18. miejsce w skokach z trampoliny oraz 17. miejsce w skokach z wieży.
W roku 2002 zdobyła tytuł mistrzyni świata i Europy weteranów w skokach z trampoliny.